# Market Deeping
Market Deeping – miasto w Anglii, w hrabstwie Lincolnshire, w dystrykcie South Kesteven. Leży 64 km na południe od Lincoln i 131 km na północ od Londynu. Miasto liczy 6200 mieszkańców.